# キリスト教連帯党
キリスト教連帯党（キリストきょうれんたいきょう、英語:The Christian Solidarity Party、アイルランド語:An Comhar Críostaí）は、アイルランドの政党。現在はアイルランド下院（ドイル・エアラン）に議員を有していない。ジェラード・ケーシーが1991年に設立した。ローマ・カトリック教会の教義に忠実な立場から、妊娠中絶には極めて批判的である。また、同性婚や同性愛者の養子縁組にも反対している。国内外のいかなる政党組織にも加盟していない。
党設立以来、数回にわたり総選挙へ候補者を擁立しているが、いずれの候補も得票率が1%未満で落選の憂き目に遭っている。